# Famille Perneszy
Perneszy d'Osztopán (en hongrois : osztopáni Perneszy) est le patronyme d'une ancienne famille de la noblesse hongroise.

## Origines
Originaire du comitat de Somogy, cette famille tire son nom des localités de Pernesz (Perneszi-puszta) et d'Osztopán, détruites sous l'occupation turque et qui correspondent respectivement de nos jours aux villages de Miklósi et de Törökkoppány. Ses membres se sont par la suite installés en Transylvanie et dans les comitats de Zala et de Vas.
Le premier ancêtre prouvé est László Osztopáni dont le père Péter reçoit un don de terre en 1273. Pethő Osztopáni  (fl. 1313–1361), maître et fils du précédent László, apparaît dans un certificat de 1354 avec sa femme Katich, fille de maître János Egudi. Le petit-fils de ce Pethő d'Osztopán, est maître Pál Perneszy d'Osztopán  (fl. 1424–1470), qui occupa à son époque des postes particulièrement élevés eu égard à son extraction de la petite noblesse.

## Membres notables

### Branche du comté de Somogy
- Pál Perneszy (hu) (fl. 1424–1470), vice-palatin de Hongrie (1447–1460), vice-ban de Slavonie (1464–1470), alispán de Somogy (1444-1446), il fut un "grand" familier (familiaritás) du palatin László Garai (en) puis de Miklós Újlaki (en). Il reçoit en 1448 avec ses fils, de Jean Hunyadi, les domaines de Mér, Torvaj, Szenna, Szomajom, Kalocsafalva, Kiskára et Bárd.
- Zsigmond Perneszy, fils du précédent. Conseiller principal de Miklós Újlaki (en) et alispán de Somogy.
- Imre Perneszy (hu) (fl. 1469–1512), várnagy du château de Babócsa (hu), il est un familier de la famille Báthory. Frère du précédent.
- Miklós Perneszy, fils du précédent et de Ilona Török d'Enyingi. Alispán de Somogyi (1516–15199, capitaine (1521) de la Chambre du sel (sókamaraispán) de Máramaros.
- András Perneszy (hu) (fl. 1550–†1590), magistrat, alispán des comitats de Tolna et de Baranya puis de Zala et Vas, capitaine en chef de Felsőlendva (1581–1587) puis de Zalalövő (1576–1591).
- János Perneszy (hu) (fl. 1577–†1606), alispán de Zala, parlementaire, capitaine de la cavalerie (lovaskapitány) de Nagykanizsa, capitaine en chef de Zalalövő (1591–1606). Fils du précédent.
- Ferenc Perneszy (hu) (fl. 1606–†1651), alispán de Zala et Somogy, député de Zala à la diète, capitaine en chef de Zalalövő (1639–1651). Fils du précédent.
- János Perneszy, capitaine en chef (főkapitány) de Alsólindva et Nempti, alispán de Zala et Somogy. Fils du précédent.
- István Perneszy (hu) (fl. 1647–†1663), capitaine en chef de Zalalövő (1651–1671). Frère du précédent.
- Ferenc Perneszy (hu) (fl. 1675–1684), capitaine en chef de Zalalövő (1675–1683). Fils du précédent.

### Branche de Transylvanie
- István Perneszy est tout d'abord alispán de Somogy, percepteur royal (1552) puis várnagy de Várhegy pour le compte du prince Christophe Báthory.
- István Perneszy(fl. 1578–1589), commandant en chef (főparancsnok) d'Udvarhely.
- András Perneszy, protonotaire (ítélőmester) (1564) du Chef de la justice du royaume (királyi személynök), commandant de Felsőlindva (1581–1587).
- Gábor Perneszy, cité comme député à la diète de Kolozsvár en 1507.
- Zsigmond Perneszi (hu) († vers 1715–1721), émissaire – à Vienne en 1686 – et maître de la cour (udvarmester) du prince Abaffi Ier. Homme de lettres, il traduisit des prières d'Avenarius en hongrois et publia plusieurs ouvrages.